# Nati nel 1965/Giugno
| Questa pagina contiene informazioni ricavate automaticamente dalle voci biografiche con l'ausilio del template Bio e di un bot. L'aggiornamento è periodico e automatico e ricostruisce completamente la pagina. Se manca una persona in questa lista, sei pregato di non aggiungerla, ma accertati piuttosto che la sua voce biografica contenga il template Bio e che i dati anagrafici siano correttamente compilati. Se il template Bio manca, inseriscilo tu stesso o, in alternativa, metti l'avviso {{tmp\|Bio}} che ne segnala la mancanza. Se i dati riportati sono sbagliati, correggi direttamente la voce biografica; le modifiche saranno visibili in questa lista entro pochi giorni. Per chiarimenti vedi il progetto biografie. La lista contiene solo le 301 persone che sono citate nell'enciclopedia e per le quali è stato implementato correttamente il template Bio. Pagina aggiornata al 18 ago 2025. |

- 1º giugno - India Allen, attrice e modella statunitense
- 1º giugno - Bryan Colangelo, dirigente sportivo statunitense
- 1º giugno - Fabio Di Celmo, imprenditore italiano († 1997)
- 1º giugno - Corey Gaines, allenatore di pallacanestro e ex cestista statunitense
- 1º giugno - Andrew Havill, attore britannico
- 1º giugno - Alexander Kølpin, ex ballerino e attore danese
- 1º giugno - Larisa Lazutina, ex fondista russa
- 1º giugno - Ol'ga Nazarova, ex velocista russa
- 1º giugno - Giona A. Nazzaro, critico cinematografico e scrittore svizzero
- 1º giugno - Oscar Polli, pilota di rally e pilota motociclistico italiano
- 1º giugno - José Luis Ribera, allenatore di calcio e ex calciatore spagnolo
- 1º giugno - Christopher Rush, illustratore statunitense († 2016)
- 1º giugno - Nigel Short, scacchista britannico
- 2 giugno - Lucy Anderson, politica britannica
- 2 giugno - Franjo Arapović, ex cestista croato
- 2 giugno - David Campbell, ex calciatore nordirlandese
- 2 giugno - Jens-Peter Herold, ex mezzofondista tedesco
- 2 giugno - Sabine Laruelle, politica belga
- 2 giugno - Stephen Douglas Parkes, vescovo cattolico statunitense
- 2 giugno - Janus Rasmussen, ex calciatore faroese
- 2 giugno - Manuel Silvestre, ex pallanuotista spagnolo
- 2 giugno - Zoran Sokolović, bobbista bosniaco
- 3 giugno - Iñaki Eraña, ex calciatore spagnolo
- 3 giugno - Vincenzo Carbone, politico italiano
- 3 giugno - James Easton Jr., ex calciatore canadese
- 3 giugno - Bjørnar Erlandsen, ex calciatore norvegese
- 3 giugno - Mirko Fait, musicista, compositore e sassofonista italiano
- 3 giugno - Helena Fuchsová, velocista e mezzofondista ceca († 2021)
- 3 giugno - Sabrina Goleš, ex tennista croata
- 3 giugno - Hans Kroes, nuotatore olandese
- 3 giugno - Kecia Lewis, attrice statunitense
- 3 giugno - Peter Mattei, baritono svedese
- 3 giugno - Thomas Ohrner, attore e conduttore televisivo tedesco
- 3 giugno - Stefan Oster, vescovo cattolico tedesco
- 3 giugno - Enrico Papi, conduttore televisivo e autore televisivo italiano
- 3 giugno - Sven Tippelt, ex ginnasta tedesco
- 4 giugno - Brita Baldus, ex tuffatrice tedesca
- 4 giugno - Stefano Breme, ex ciclista su strada italiano
- 4 giugno - Jonathan Canter, ex tennista statunitense
- 4 giugno - Michael Doohan, pilota motociclistico australiano
- 4 giugno - Hervé Flandin, ex biatleta francese
- 4 giugno - Bjørn Gulden, ex calciatore norvegese
- 4 giugno - Andrea Jaeger, ex tennista statunitense
- 4 giugno - Igor Kolaković, allenatore di pallavolo e ex pallavolista montenegrino
- 4 giugno - Ivars Liepa, ex cestista lettone
- 4 giugno - Igor' Osin'kin, allenatore di calcio e ex calciatore russo
- 4 giugno - Tim Perry, ex cestista statunitense
- 4 giugno - Joachim Streit, politico tedesco
- 4 giugno - Shannon Walker, ex astronauta statunitense
- 4 giugno - Vincent Young, attore statunitense
- 5 giugno - Vidar Bahus, ex calciatore norvegese
- 5 giugno - Tyler Bates, musicista, compositore e produttore discografico statunitense
- 5 giugno - Michael E. Brown, astronomo statunitense
- 5 giugno - Patricia Ceysens, politica belga
- 5 giugno - Dino Dini, autore di videogiochi britannico
- 5 giugno - Dave Grossman, autore di videogiochi e designer statunitense
- 5 giugno - Allan Guthrie, scrittore e editorialista britannico
- 5 giugno - Irina Kusakina, ex slittinista russa
- 5 giugno - Daniela Lucangeli, psicologa italiana
- 5 giugno - Shane Anthony Mackinlay, arcivescovo cattolico australiano
- 5 giugno - Bob Richards, batterista e compositore britannico
- 5 giugno - Wang Yuping, ex cestista cinese
- 6 giugno - Donat Acklin, ex bobbista svizzero
- 6 giugno - Tommy Amaker, ex cestista e allenatore di pallacanestro statunitense
- 6 giugno - Olivier Boivin, ex canoista francese
- 6 giugno - Jean-Marc Civault, allenatore di calcio francese
- 6 giugno - Osamu Hirose, ex calciatore giapponese
- 6 giugno - Cam Neely, ex hockeista su ghiaccio canadese
- 6 giugno - Megumi Ogata, attrice, doppiatrice e cantante giapponese
- 6 giugno - Volodymyr Pulnikov, ex ciclista su strada ucraino
- 6 giugno - Danilo Sacco, cantautore e chitarrista italiano
- 6 giugno - Peter Slattery, ex rugbista a 15 australiano
- 7 giugno - Michele De Vita Conti, regista teatrale e drammaturgo italiano
- 7 giugno - Giuseppe Finocchiaro, pianista e compositore italiano († 2022)
- 7 giugno - Mick Foley, ex wrestler e scrittore statunitense
- 7 giugno - Damien Hirst, artista e imprenditore britannico
- 7 giugno - Alberto Nagel, banchiere e manager italiano
- 7 giugno - Emanuela Pacotto, doppiatrice, attrice e cantante italiana
- 7 giugno - Saša Radulović, politico e ingegnere elettronico serbo
- 7 giugno - Yann Samuell, regista e sceneggiatore francese
- 7 giugno - Helizandro Terán Bermúdez, arcivescovo cattolico venezuelano
- 8 giugno - Karin Alvtegen, scrittrice e sceneggiatrice svedese
- 8 giugno - Kevin Farley, attore statunitense
- 8 giugno - Frank Grillo, attore, artista marziale e produttore cinematografico statunitense
- 8 giugno - Stanley Love, astronauta statunitense
- 8 giugno - Jefferson Mays, attore statunitense
- 8 giugno - Joan McCusker, giocatrice di curling canadese
- 8 giugno - Giovanni Cesare Pagazzi, arcivescovo cattolico e teologo italiano
- 8 giugno - Andrea Pappacena, ex giocatore di curling italiano
- 8 giugno - Rob Pilatus, cantante, ballerino e modello tedesco († 1998)
- 9 giugno - Shinichi Aoki, giocatore di go giapponese
- 9 giugno - Daniel Toribio Aquino, allenatore di calcio e ex calciatore argentino
- 9 giugno - Andrew Lauer, attore statunitense
- 9 giugno - Manuela Oschmann, ex fondista tedesca
- 9 giugno - Makoto Ōhashi, ex giocatore di football americano e allenatore di football americano giapponese
- 10 giugno - Phil Barber, ex calciatore inglese
- 10 giugno - Luigi Bertocchi, ostacolista italiano († 2017)
- 10 giugno - Anne-Valérie Bonnel, copilota di rally francese
- 10 giugno - Veronica Ferres, attrice tedesca
- 10 giugno - Bruce Flatt, imprenditore canadese
- 10 giugno - Elizabeth Hurley, attrice, supermodella e produttrice cinematografica britannica
- 10 giugno - Felice Mancini, allenatore di calcio e ex calciatore italiano
- 10 giugno - Claudio Mezzadri, ex tennista e telecronista sportivo svizzero
- 10 giugno - Janez Pate, ex calciatore sloveno
- 10 giugno - Joey Santiago, musicista filippino
- 10 giugno - Rosa Teruzzi, giornalista, scrittrice e conduttrice televisiva italiana
- 11 giugno - Lalka Berberova, canottiera bulgara († 2006)
- 11 giugno - Pamela Gidley, attrice statunitense († 2018)
- 11 giugno - Roman Kreuziger, ex ciclista su strada e ciclocrossista ceco
- 11 giugno - Gian Paolo Manzella, funzionario e politico italiano
- 11 giugno - Rogelio Marcelo, ex pugile cubano
- 11 giugno - Pat McGrath, truccatrice britannica
- 11 giugno - Giōrgos Mpartzōkas, allenatore di pallacanestro e ex cestista greco
- 11 giugno - Gianluca Rossi, politico italiano
- 11 giugno - Michael Rosswess, ex velocista britannico
- 11 giugno - Fabrizio Simoncioni, musicista, produttore discografico e fonico italiano
- 11 giugno - Christian Streich, allenatore di calcio e ex calciatore tedesco
- 11 giugno - Manuel Uribe, messicano († 2014)
- 12 giugno - Kieran Darcy-Smith, attore, regista e sceneggiatore australiano
- 12 giugno - Sandro Floris, ex velocista italiano
- 12 giugno - Florence Guérin, attrice francese
- 12 giugno - Slobodan Krčmarević, allenatore di calcio e ex calciatore serbo
- 12 giugno - Carlos Luis Morales, calciatore ecuadoriano († 2020)
- 12 giugno - Gwen Torrence, ex velocista statunitense
- 12 giugno - Little Louie Vega, disc jockey statunitense
- 12 giugno - Vicky Vette, attrice pornografica norvegese
- 13 giugno - Chuck Behler, batterista statunitense
- 13 giugno - Boiadeiro, allenatore di calcio e ex calciatore brasiliano
- 13 giugno - Cristina di Borbone-Spagna, principessa spagnola
- 13 giugno - Manuela Carosi, ex nuotatrice italiana
- 13 giugno - Roberto Ferrari, conduttore radiofonico e disc jockey italiano
- 13 giugno - Daniela Giordano, attrice e regista italiana
- 13 giugno - Lesli Kay, attrice statunitense
- 13 giugno - Craig Pedersen, ex cestista e allenatore di pallacanestro canadese
- 13 giugno - Vahide Perçin, attrice turca
- 13 giugno - Lisa Vidal, attrice statunitense
- 14 giugno - Andrew Green, ingegnere britannico
- 14 giugno - Dalia Henry, ex cestista cubana
- 14 giugno - Paolo Lanza, attore italiano
- 14 giugno - Darko Perović, fumettista e illustratore serbo
- 14 giugno - Stefano Quintarelli, imprenditore e informatico italiano
- 14 giugno - Jere Shea, attore statunitense
- 15 giugno - Annelies Bredael, ex canottiera belga
- 15 giugno - Mark Farrington, ex calciatore inglese
- 15 giugno - Lars Hinneburg, ex nuotatore tedesco
- 15 giugno - Rick Larsen, politico statunitense
- 15 giugno - Kárim Másimov, politico kazako
- 15 giugno - Philippe Pasqua, pittore e scultore francese
- 15 giugno - Mauro Pedrazzini, politico liechtensteinese
- 15 giugno - Adam Smith, politico statunitense
- 15 giugno - Ashok-Alexander Sridharan, politico tedesco
- 15 giugno - Maddalena Vadacca, doppiatrice italiana
- 16 giugno - Jurij Chanon, compositore, scrittore e pianista russo
- 16 giugno - Valeria Cittadin, sindacalista e politica italiana
- 16 giugno - Massimo Costa, attore italiano
- 16 giugno - Andrea Ghez, astronoma statunitense
- 16 giugno - Nancy La Scala, attrice e modella statunitense
- 16 giugno - Mark Lawrence, arbitro di rugby a 15 sudafricano
- 16 giugno - Mike Lynch, imprenditore britannico († 2024)
- 16 giugno - Chris Oti, ex rugbista a 15 e allenatore di rugby britannico
- 16 giugno - Riccardo Trillini, allenatore di pallamano italiano
- 16 giugno - Dennis Gerard Walsh, vescovo cattolico statunitense
- 16 giugno - Chris Watts, effettista statunitense
- 16 giugno - Darja Švajger, cantante slovena
- 17 giugno - Giuseppe Alberti, vescovo cattolico italiano
- 17 giugno - Dermontti Dawson, ex giocatore di football americano statunitense
- 17 giugno - Mario Duarte, attore e cantante colombiano
- 17 giugno - Dana Eskelson, attrice statunitense
- 17 giugno - José Oscar Herrera, allenatore di calcio e ex calciatore uruguaiano
- 17 giugno - Dan Jansen, ex pattinatore di velocità su ghiaccio statunitense
- 17 giugno - Linda Medalen, ex calciatrice norvegese
- 17 giugno - Abderraahman Naanaa, lottatore marocchino
- 17 giugno - Toshihiro Nagoshi, autore di videogiochi giapponese
- 17 giugno - The Arabian Prince, rapper, produttore discografico e disc jockey statunitense
- 17 giugno - Gianluca Pozzi, ex tennista italiano
- 18 giugno - Xavier Blond, ex biatleta francese
- 18 giugno - Fabrizio Di Mauro, dirigente sportivo e ex calciatore italiano
- 18 giugno - Kim Dickens, attrice statunitense
- 18 giugno - Daniel Herrendorf, scrittore, saggista e filosofo argentino
- 19 giugno - Sabine Braun, ex multiplista tedesca
- 19 giugno - Luc Donckerwolke, designer belga
- 19 giugno - Christine Lambrecht, politica tedesca
- 19 giugno - Sean Marshall, attore statunitense
- 19 giugno - František Mysliveček, ex calciatore ceco
- 19 giugno - Marzia Peretti, ex pattinatrice di velocità su ghiaccio italiana
- 19 giugno - Ronaldão, ex calciatore brasiliano
- 19 giugno - Michalīs Rōmanidīs, ex cestista greco
- 19 giugno - Greg Tiernan, animatore, regista e doppiatore irlandese
- 19 giugno - Pina Tufano, ex cestista italiana
- 19 giugno - Sadie Frost, attrice e produttrice cinematografica britannica
- 20 giugno - Claudio Chiaverotti, fumettista italiano
- 20 giugno - Winston Crite, ex cestista statunitense
- 20 giugno - Roger Jon Ellory, scrittore britannico
- 20 giugno - Paul Kane, ex calciatore scozzese
- 20 giugno - Craig Klass, ex pallanuotista statunitense
- 20 giugno - Massimo Martinelli, militare e direttore di banda italiano
- 20 giugno - Fiammetta Modena, politica italiana
- 20 giugno - Zsolt Muzsnay, ex calciatore rumeno
- 20 giugno - Lina Palmerini, giornalista e opinionista italiana
- 20 giugno - Neil Redfearn, allenatore di calcio e ex calciatore inglese
- 20 giugno - Boaz Yakin, sceneggiatore e regista statunitense
- 21 giugno - François Baroin, politico francese
- 21 giugno - Ugo Boggi, medico italiano
- 21 giugno - Sonique, cantante e disc jockey britannica
- 21 giugno - Volker Hinkel, musicista e cantante tedesco
- 21 giugno - Ewen McKenzie, ex rugbista a 15 e allenatore di rugby a 15 australiano
- 21 giugno - Steve Niles, scrittore statunitense
- 21 giugno - Lana e Lilly Wachowski, regista, sceneggiatrice e produttrice cinematografica statunitense
- 21 giugno - Yang Liwei, ex astronauta cinese
- 22 giugno - Vlad Alexandrescu, politico e filosofo rumeno
- 22 giugno - Demetrio Angola, ex calciatore boliviano
- 22 giugno - Uwe Boll, regista, sceneggiatore e produttore cinematografico tedesco
- 22 giugno - Jeffrey Chiesa, politico e avvocato statunitense
- 22 giugno - J.J. Cohen, attore statunitense
- 22 giugno - Claudio Insegno, attore, regista e doppiatore italiano
- 22 giugno - Jonas Jacobsson, tiratore a segno svedese
- 22 giugno - Mark Jones, rugbista a 13 e rugbista a 15 britannico († 2025)
- 22 giugno - Just-Ice, rapper statunitense
- 22 giugno - Rikard Milton, ex nuotatore svedese
- 22 giugno - Michael Söderlund, ex nuotatore svedese
- 22 giugno - Ľubomír Moravčík, allenatore di calcio e ex calciatore slovacco
- 22 giugno - Maurizio Rolli, bassista, contrabbassista e compositore italiano
- 22 giugno - Rico Rossi, allenatore di hockey su ghiaccio e ex hockeista su ghiaccio canadese
- 22 giugno - Anubhav Sinha, regista, sceneggiatore e produttore cinematografico indiano
- 23 giugno - Carlos Ameglio, regista e sceneggiatore uruguaiano
- 23 giugno - Paul Arthurs, chitarrista inglese
- 23 giugno - Miloš Bursać, ex calciatore jugoslavo
- 23 giugno - Antonio Carannante, allenatore di calcio e ex calciatore italiano
- 23 giugno - Blossom Chukwujekwu, attore nigeriano
- 23 giugno - Jude Chukwuka, attore nigeriano
- 23 giugno - Teresa Durán, ex cestista e allenatrice di pallacanestro dominicana
- 23 giugno - Clarence Knickman, ex ciclista su strada statunitense
- 23 giugno - Stefan Marini, ex calciatore svizzero
- 23 giugno - Sylvia Mathews Burwell, politica e dirigente d'azienda statunitense
- 23 giugno - Valerij Meladze, cantautore e produttore discografico russo
- 23 giugno - Patricia Racette, soprano statunitense
- 24 giugno - Christophe Berra, ex sciatore alpino svizzero
- 24 giugno - Massimo Bitonci, politico italiano
- 24 giugno - Giampiero Cannella, politico italiano
- 24 giugno - Kannard Johnson, ex cestista statunitense
- 24 giugno - Uwe Krupp, allenatore di hockey su ghiaccio e ex hockeista su ghiaccio tedesco
- 24 giugno - Geōrgios Lamproulīs, politico greco
- 24 giugno - Vladimir Luxuria, attivista, scrittrice e personaggio televisivo italiana
- 24 giugno - Fabrizio Ravasi, ex canottiere italiano
- 25 giugno - Jean Castex, funzionario e politico francese
- 25 giugno - Carlotta Cerquetti, regista italiana
- 25 giugno - Sašo Grajf, ex biatleta e ex fondista sloveno
- 25 giugno - Bernhard Knauß, ex sciatore alpino austriaco
- 25 giugno - Sabrina Marciano, attrice italiana
- 25 giugno - Giovanni Peragine, arcivescovo cattolico italiano
- 25 giugno - Stefano Pezzin, ex cestista italiano
- 25 giugno - Ermanno Piacentini, allenatore di pallavolo italiano
- 25 giugno - Kerri Pottharst, ex giocatrice di beach volley australiana
- 26 giugno - Anita Braunegger, ex sciatrice alpina austriaca
- 26 giugno - Alberto Davoli, conduttore radiofonico italiano
- 26 giugno - Sofia Feltzing, astronoma svedese
- 26 giugno - Bobs Gannaway, regista, sceneggiatore e animatore statunitense
- 26 giugno - Daryl Gregory, scrittore statunitense
- 26 giugno - Francesco Pancani, giornalista e telecronista sportivo italiano
- 26 giugno - Gianluca Presicci, allenatore di calcio e ex calciatore italiano
- 26 giugno - Paula Quintana, sociologa e politica cilena († 2023)
- 26 giugno - Luca d'Alessandro, ex politico italiano
- 27 giugno - Juanjo Artero, attore spagnolo
- 27 giugno - Pablo Bengoechea, allenatore di calcio e ex calciatore uruguaiano
- 27 giugno - Enrico Brazzoli, pilota di rally italiano
- 27 giugno - Juan Guamán, ex calciatore ecuadoriano
- 27 giugno - Vincenzo Licciardi, mafioso italiano
- 27 giugno - Simon Sebag Montefiore, scrittore e giornalista britannico
- 27 giugno - Stéphane Paille, calciatore e allenatore di calcio francese († 2017)
- 28 giugno - Luis Abarca, ex calciatore cileno
- 28 giugno - Hansjörg Aschenwald, ex combinatista nordico austriaco
- 28 giugno - Morten Bruun, ex calciatore e allenatore di calcio danese
- 28 giugno - Belayneh Dinsamo, ex maratoneta etiope
- 28 giugno - Jessica Hecht, attrice statunitense
- 28 giugno - Mila By Night, conduttrice radiofonica italiana
- 28 giugno - Marta Kos, diplomatica e politica slovena
- 28 giugno - Cyrille Makanaky, ex calciatore camerunese
- 28 giugno - John Medeski, tastierista e compositore statunitense
- 28 giugno - Andrej Nepein, ex biatleta sovietico
- 28 giugno - Gianluigi Parlato, giornalista italiano
- 28 giugno - Sonny Strait, doppiatore e fumettista statunitense
- 28 giugno - Tiaan Strauss, rugbista a 13, rugbista a 15 e imprenditore sudafricano
- 28 giugno - Maciej Szczęsny, ex calciatore polacco
- 28 giugno - Michele Timms, ex cestista e allenatrice di pallacanestro australiana
- 28 giugno - Vladimir Tkačenko, ex nuotatore sovietico
- 29 giugno - Tripp Eisen, chitarrista statunitense
- 29 giugno - Zeebee, cantautrice, compositrice e produttrice discografica austriaca
- 29 giugno - László Fidel, ex canoista ungherese
- 29 giugno - Panagiōtīs Karatzas, ex cestista greco
- 29 giugno - Ignacio Provencio, neuroscienziato statunitense
- 29 giugno - Cristina Sciolla, ex pattinatrice di short track italiana
- 29 giugno - Matthew Weiner, sceneggiatore, regista e produttore televisivo statunitense
- 30 giugno - Bobby Vitale, attore pornografico statunitense († 2017)
- 30 giugno - Daniela Costian, ex discobola rumena
- 30 giugno - Hervé Faget, ex schermidore francese
- 30 giugno - Anna Levandi, ex pattinatrice artistica su ghiaccio sovietica
- 30 giugno - Gary Pallister, ex calciatore inglese
- 30 giugno - Mitch Richmond, ex cestista e allenatore di pallacanestro statunitense
- 30 giugno - Adam Roberts, scrittore britannico
- 30 giugno - Catherine Shava, ex cestista keniota
- 30 giugno - Ramon Tremosa, politico spagnolo